# 桃園市龍潭區高原國民小學
桃園市龍潭區高原國民小學，位於桃園市龍潭區高原里高原路568號

## 校史沿革
- 1915年，該校原屬龍潭陂公學校學區，因交通不便，申請設立龍潭陂公學校銅鑼圈分校，獲准設立。
- 1920年，獲准獨立為「銅鑼圈公學校」首任校長為永池政一。
- 1968年，校名改為桃園縣龍潭鄉高原國民小學迄今。

## 相關新聞
- 高原發展「閱讀」教育 香港書院來訪交流[永久]
- 森林裡的樂園─高原國小[永久]

## 外部連結
- 桃園市龍潭區高原國民小學 （页面存档备份，存于）